# Rue du Cloître-Notre-Dame
Rue du Cloître-Notre-Dame je ulice v Paříži na ostrově Cité ve 4. obvodu. Ulice s názvem „obvod Notre-Dame“ získala svůj název po uzavřené enklávě kanovníků katedrály Notre-Dame. 

## Poloha
Ulice začíná na křižovatce ulic Quai aux Fleurs a Quai de l'Archevêché a končí u Rue d'Arcole. Vede podél Square Jean-XXIII a severní fasády katedrály Notre-Dame.

## Historie
Kolem roku 1812 byly v této ulici postaveny stáje pro pařížské arcibiskupství. Tyto stáje byly později přeloženy na Square de l'Île-de-France.